# Valeri Gorbenko
Valeri Mikhaïlovitch Gorbenko (russe : Валерий Михайлович Горбенко), né le 20 avril 1946 à Engels dans l'oblast de Saratov en URSS, est un lieutenant général, commandant de la 4e armée de l'air et de la défense aérienne (1998-2001), titré héros de la Russie (2000).